# Ernest Wild
Pour les articles homonymes, voir Wild.
Henry Ernest Wild (10 août 1879 - 10 mars 1918), mieux connu sous le nom de Ernest Wild, est un explorateur de l'Antarctique et marin britannique et l'un des jeunes frères de Frank Wild. 

## Biographie
Contrairement à son frère plus célèbre, qui est allé en Antarctique à cinq occasions, Ernest Wild y a fait un seul voyage, en tant que membre de l'équipage de l’Aurora lors de l'expédition Endurance (1914-1917) d'Ernest Shackleton. Il fut l'un des membres d'un groupe de dix personnes qui ont été bloqués à terre lorsque le navire de l'expédition a perdu ses amarres à cause du vent, ce qui a forcé le groupe d'improviser pour survivre. Il a joué un rôle à part entière dans la mise en place de dépôts le long du voyage entre 1915 et 1916, et en reconnaissance de ses efforts pour sauver la vie de deux camarades de ce voyage, il a reçu à titre posthume la Médaille Albert. Ayant survécu à l'expédition, il est mort en service actif dans la Royal Navy en mer Méditerranée de la fièvre typhoïde.